# Відкрите дослідження
Відкрите дослідження - дослідження, яке проводять у дусі вільного та відкритого програмного забезпечення. В рамках відкритого дослідження можливо досягнути співробітництва в широких масштабах, в якому зацікавлена особа може брати участь на будь-якому рівні проекту.
Якщо дослідження за своєю природою наукове, то його часто називають відкритою наукою.

## Типи відкритих проектів
Існує суттєва різниця між різними типами відкритих проектів.
Проекти, що надають доступ до відкритих даних, але не пропонують відкрите співробітництво мають назву "відкритий доступ", а не відкрите дослідження. Забезпечення відкритими даними є необхідною, але не достатньою умовою щоб вважати це дослідженням, оскільки, хоча ці дані може використовувати хто-завгодно, але немає жодної вимоги проводити подальше дослідження відкрито. Приміром, хоча було багато закликів проводити більш відкрите спільне дослідження в галузі відкриття ліків і велику кількість даних виклали у відкритий доступ, але існує дуже мало чинних, відкритих, спільних проектів у цій галузі.
Проекти в мережі Інтернет, що залучають велику кількість учасників, які б виконували невеликі завдання заради досягнення певної мети, дали у підсумку значні дослідницькі результати. Але ці проекти відрізняються від випадків, коли учасники можуть впливати на загальний напрям досліджень, або коли учасники реально можуть вплинути на галузь науки, в межах якої проводять ці дослідження.
Найбільш відкрите дослідження відбувається всередині існуючої дослідницької групи. Будь-який дослідник, що має необхідну ступінь компетентності в певній галузі, може приєднуватися до дослідницької групи і публікувати дані досліджень, додавати щось до вже опублікованого, а також розтлумачувати ці дані. Таким чином "кінцевий продукт" певного проекту (який все ще можна в майбутньому розширювати і змінювати) є спільним результатом внесків від багатьох дослідницьких груп, а не результатом зусилля однієї особи чи групи. Таким чином результат відкритого дослідження, на відміну від відкритого доступу може змінюватися з часом.
На відміну від відкритого доступу, відкрите дослідження являє собою співробітництво наживо в режимі онлайн. З'явились вебсайти, які надають можливість реалізовувати подібні проекти.

## Питання авторських прав
Питання авторського права може бути вирішене, або використовуючи традиційне авторське право (де це можливо), або надаючи результати досліджень у суспільне надбання, або публікуючи їх під однією з ліцензій Creative Commons.

## Приклади
In 2005, several examples arose in the area of the search for new/improved medical treatments of Neglected Diseases.
Science and engineering research to support the creation of open source appropriate technology for sustainable development has long used open research principles. Open source research for sustainable development is now becoming formalized with open access for literature reviews, research methods, data, results and summaries for laypeople.
Wiki-based examples include: Appropedia, Wikiversity, Citizendium, Scholarpedia.
While first attempts towards opening research were primarily aimed at opening areas such as scientific data, methodologies, software and publications, now increasingly other artifacts of the scientific workflow are also tackled, such as scientific meta-data and funding ideas.
In 2013, open research became more mainstream with web based platforms such as figshare continuing to grow in terms of users and publicly available outputs.
The Transparency and Openness Promotion (TOP) Committee met in 2014 to address one key element of the incentive systems: journals' procedures and policies for publication. The committee consisted of disciplinary leaders, journal editors, funding agency representatives, and disciplinary experts largely from the social and behavioral sciences. By developing shared standards for open practices across journals, the committee said it hopes to translate scientific norms and values into concrete actions and change the current incentive structures to drive researchers' behavior toward more openness. The committee said it sought to produce guidelines that (a) focus on the commonalities across disciplines, and that (b) define what aspects of the research process should be made available to the community to evaluate, critique, reuse, and extend. The committee added that the guidelines aim to help improve journal policies in order to help transparency, openness, and reproducibility "become more evident in daily practice and ultimately improve the public trust in science, and science itself."

## See also
- figshare
- Massive online open research
- Open access (publishing)
- Open Data
- Open education
- Open Innovation
- Open science
- Open Notebook Science
- Open peer review
- Science 2.0
- Science Commons

## References
1. ↑  For an overview, see "Reinventing Discovery" by Michael Nielsen, Princeton University Press (October 21, 2011), ISBN 0-691-14890-2
2. ↑  Woelfle, Michael; Olliaro, Piero; Todd, Matthew H. (23 вересня 2011). Open science is a research accelerator. Nature Chemistry. 3 (10): 745—748. doi:10.1038/nchem.1149. PMID 21941234. Архів оригіналу за 16 жовтня 2013. Процитовано 16 жовтня 2013.
3. ↑  Hopkins, Andrew L.; Witty, Michael J.; Nwaka, Solomon (13 вересня 2007). Neglected Diseases Mission possible. Nature. 449 (7159): 166—169. doi:10.1038/449166a. Архів оригіналу за 4 вересня 2011. Процитовано 16 жовтня 2013.
4. ↑  F. -J. Gamo, et al. Thousands of chemical starting points for antimalarial lead identification. Nature 2010, 465, 305-310. Архів оригіналу за 26 травня 2010. Процитовано 19 жовтня 2015.
5. ↑  Open Source Drug Discovery wiki. Архів оригіналу за 20 листопада 2015. Процитовано 19 жовтня 2015.
6. ↑  Indian Open Source Drug Discovery portal. Архів оригіналу за 20 жовтня 2015. Процитовано 19 жовтня 2015.
7. ↑  Mendeley Group on Open Source Drug Discovery. Архів оригіналу за 20 листопада 2015. Процитовано 19 жовтня 2015.
8. ↑  S. Cooper, et al. Predicting protein structures with a multiplayer online game. Nature 2010 466, 756-760
9. ↑  K. Land et al. Galaxy Zoo: the large-scale spin statistics of spiral galaxies in the Sloan Digital Sky Survey, Mon. Not. R. Astron. Soc. 2008, 388, 1686-1692
10. ↑  Todd, Matthew H. (1 січня 2007). Open access and open source in chemistry. Chemistry Central Journal. 1 (1): 3. doi:10.1186/1752-153X-1-3. Архів оригіналу за 16 жовтня 2013. Процитовано 16 жовтня 2013.{{cite journal}}:  Обслуговування CS1: Сторінки із непозначеним DOI з безкоштовним доступом (посилання)
11. 1 2 3  The Synaptic Leap. Архів оригіналу за 21 жовтня 2019. Процитовано 19 жовтня 2015.
12. ↑  MIAWiki for Open Research and Collaboration. Архів оригіналу за 19 листопада 2015. Процитовано 19 жовтня 2015.
13. ↑  Usefulchem. Архів оригіналу за 22 жовтня 2019. Процитовано 19 жовтня 2015.
14. ↑  Article in the American Chemical Society's magazine C&E News on Open Research. Архів оригіналу за 5 листопада 2008. Процитовано 19 жовтня 2015.
15. ↑  Kepler, Thomas B.; Marti-Renom, Marc A.; Maurer, Stephen M.; Rai, Arti K.; Taylor, Ginger; Todd, Matthew H. (1 січня 2006). Open Source Research — the Power of Us. Australian Journal of Chemistry. 59 (5): 291. doi:10.1071/CH06095. Архів оригіналу за 10 грудня 2013. Процитовано 16 жовтня 2013.
16. ↑  Butler, Declan (4 лютого 2010). Open-source science takes on neglected disease. Nature. Nature. doi:10.1038/news.2010.50. Архів оригіналу за 16 жовтня 2013. Процитовано 16 жовтня 2013.
17. ↑  Kapczynski, Amy та ін. (2005). Addressing Global Health Inequities: An Open Licensing Approach for University Innovations. Berkley Technology Law Journal. 20: 1031—1114. {{cite journal}}: Явне використання «та ін.» у: |last2= (довідка)
18. ↑  Maurer, Stephen M.; Rai, Arti; Sali, Andrej. Finding Cures for Tropical Diseases: Is Open Source an Answer?. PLoS Medicine. 1 (3): 183—186.
19. ↑  Pearce, Joshua M. (2012). The Case for Open Source Appropriate Technology. Environment, Development and Sustainability. 14 (3): 425—431. doi:10.1007/s10668-012-9337-9.
20. ↑  A. J. Buitenhuis, I. Zelenika and J. M. Pearce, "Open Design-Based Strategies to Enhance Appropriate Technology Development [Архівовано 25 липня 2018 у Wayback Machine.]", Proceedings of the 14th Annual National Collegiate Inventors and Innovators Alliance Conference : Open, March 25–27th 2010, pp. 1–12.
21. ↑  Grue, Amanda J. An investigation into and recommendations for appropriate technology education. MIT. 2011. open access
22. ↑  Pearce, Joshua M. Open Source Research in Sustainability. Sustainability: the Journal of Record. 5 (4): 238—243. doi:10.1089/sus.2012.9944.
23. ↑  Main Page - OpenResearch.org. Архів оригіналу за 5 листопада 2015. Процитовано 7 червня 2022.
24. ↑  Auer, S.; Braun-Thürmann, H.: Towards Bottom-Up, Stakeholder-Driven Research Funding - Open Source Funding, Open Peer Review. [Архівовано 24 вересня 2015 у Wayback Machine.]
In Peer Review Reviewed: The International Career of a Quality-control Instrument and New Challenges 24–25 April 2008, Social Science Research Center Berlin (WZB), Berlin.
25. ↑  Boyd, S: Tools for sharing open research materials [Архівовано 30 червня 2015 у Wayback Machine.]
Gizmodo, Dec 27, 2013
26. 1 2  Nosek, B. A.; Alter, G.; Banks, G. C.; Borsboom, D.; Bowman, S. D.; Breckler, S. J.; Buck, S.; Chambers, C. D.; Chin, G.; Christensen, G. (26 червня 2015). Promoting an open research culture. Science (англ.). Т. 348, № 6242. с. 1422—1425. doi:10.1126/science.aab2374. ISSN 0036-8075. PMC 4550299. PMID 26113702. Процитовано 20 грудня 2024.{{cite news}}:  Обслуговування CS1: Сторінки з PMC з іншим форматом (посилання)